# Orangisme (Provinces-Unies)

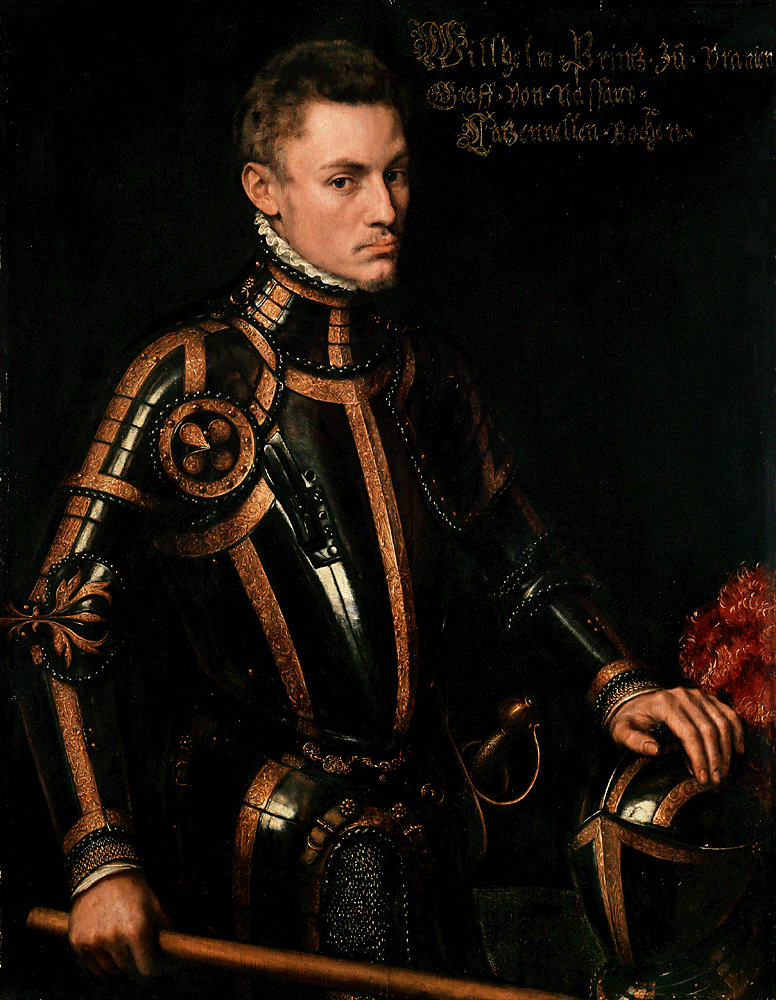
Guillaume Ier d'Orange-Nassau, premier Stathouder des Provinces Unies.

Pour les articles homonymes, voir Orangisme.
L'orangisme était un mouvement principalement politique visant soit à soutenir la politique de la maison d'Orange-Nassau (d'où son nom) soit à la réinstaller dans son rôle traditionnel de stathoudérat à la tête de la république des Provinces-Unies. 
Il s'oppose au républicanisme.

## Contexte
Souvent recoupé de factions religieuses et sociales (piétisme de la Réforme continuée, Voetianisme) et de particularismes provinciaux anti-hollandais selon la situation politique, l'orangisme fut confronté aux idéaux des régents oligarques sous Maurice de Nassau, Guillaume II d'Orange-Nassau, Guillaume III d'Orange-Nassau, Guillaume IV d'Orange-Nassau, et Guillaume V d'Orange-Nassau.